# Anton Baumstark
Anton Baumstark, född 14 april 1800 i Sinzheim, Markgrevskapet Baden, död 2 februari 1876 i Freiburg im Breisgau, var en tysk filolog. Han var bror till Eduard Baumstark och far till Reinhold Baumstark.
Baumstark var professor i filologi vid Freiburgs universitet 1836-71. Han utgav bland annat det för den forntyska författningshistorien betydelsefulla arbetet Urdeutsche Staatsalterthümer (1873), översättning av och kommentarer till Tacitus "Germania" samt tyska efterbildningar av grekiska skalder (sex band, 1840) och av romerska skalder (fyra band, 1841). Han skrev åtskilliga verk under pseudonymen Hermann vom Busche.